# Cladorhiza (animal)
Cladorhiza es un género de esponjas de mar de la clase Demospongiae.

## Especies
En 2016 se reconocen las siguientes especies en este género:
- Cladorhiza abyssicola Sars, 1872
- Cladorhiza acanthoxea Hestetun, Fourt, Vacelet, Boury-Esnault y Rapp, 2015
- Cladorhiza aphyrula Lévi, 1964
- Cladorhiza arctica Koltun, 1959
- Cladorhiza bathycrinoides Koltun, 1955
- Cladorhiza caillieti Lundsten, Reiswig y Austin, 2014
- Cladorhiza corona Lehnert, Watling y Stone, 2005
- Cladorhiza corticocancellata Carter, 1876
- Cladorhiza depressa Kieschnick, 1896
- Cladorhiza diminuta Lopes y Hajdu, 2014
- Cladorhiza ephyrula Lévi, 1964
- Cladorhiza evae Lundsten, Reiswig y Austin, 2014
- Cladorhiza flosabyssi Topsent, 1909
- Cladorhiza fristedtii (Lambe, 1900)
- Cladorhiza gelida Lundbeck, 1905
- Cladorhiza grandis Verrill, 1879
- Cladorhiza grimaldii Topsent, 1909
- Cladorhiza iniquidentata Lundbeck, 1905
- Cladorhiza inversa Ridley y Dendy, 1886
- Cladorhiza linearis Ridley y Dendy, 1886
- Cladorhiza longipinna Ridley y Dendy, 1886
- Cladorhiza mani Koltun, 1964
- Cladorhiza methanophila Vacelet y Boury-Esnault, 2002
- Cladorhiza microchela Lévi, 1964
- Cladorhiza mirabilis (Ridley y Dendy, 1886)
- Cladorhiza moruliformis Ridley y Dendy, 1886
- Cladorhiza nematophora Lévi, 1964
- Cladorhiza nobilis Fristedt, 1887
- Cladorhiza oxeata Lundbeck, 1905
- Cladorhiza penniformis Göcke y Janussen, 2013
- Cladorhiza pentacrinus Dendy, 1887
- Cladorhiza pteron Reiswig y Lee, 2007
- Cladorhiza rectangularis Ridley y Dendy, 1886
- Cladorhiza schistochela Lévi, 1993
- Cladorhiza segonzaci Vacelet, 2006
- Cladorhiza septemdentalis Koltun, 1970
- Cladorhiza similis Ridley y Dendy, 1886
- Cladorhiza tenuisigma Lundbeck, 1905
- Cladorhiza thomsoni Topsent, 1909
- Cladorhiza tridentata Ridley y Dendy, 1886